# تساراسائوترا
تساراسائوترا (به لاتین: Tsarasaotra) یک منطقهٔ مسکونی در ماداگاسکار است که در Ambositra District واقع شده‌است.
 تساراسائوترا  ۲۱٬۰۰۰ نفر جمعیت دارد و ۱٬۳۱۰ متر بالاتر از سطح دریا واقع شده‌است.